# Comté de Sevier (Utah)
Pour les articles homonymes, voir Comté de Sevier.
Le comté de Sevier (en anglais [sɛˈvɪər]) est l’un des vingt-neuf comtés de l’État de l'Utah, aux États-Unis. Il a pris le nom de la rivière Sevier.
Le siège, plus grande ville du comté, est Richfield.

## Comtés adjacents

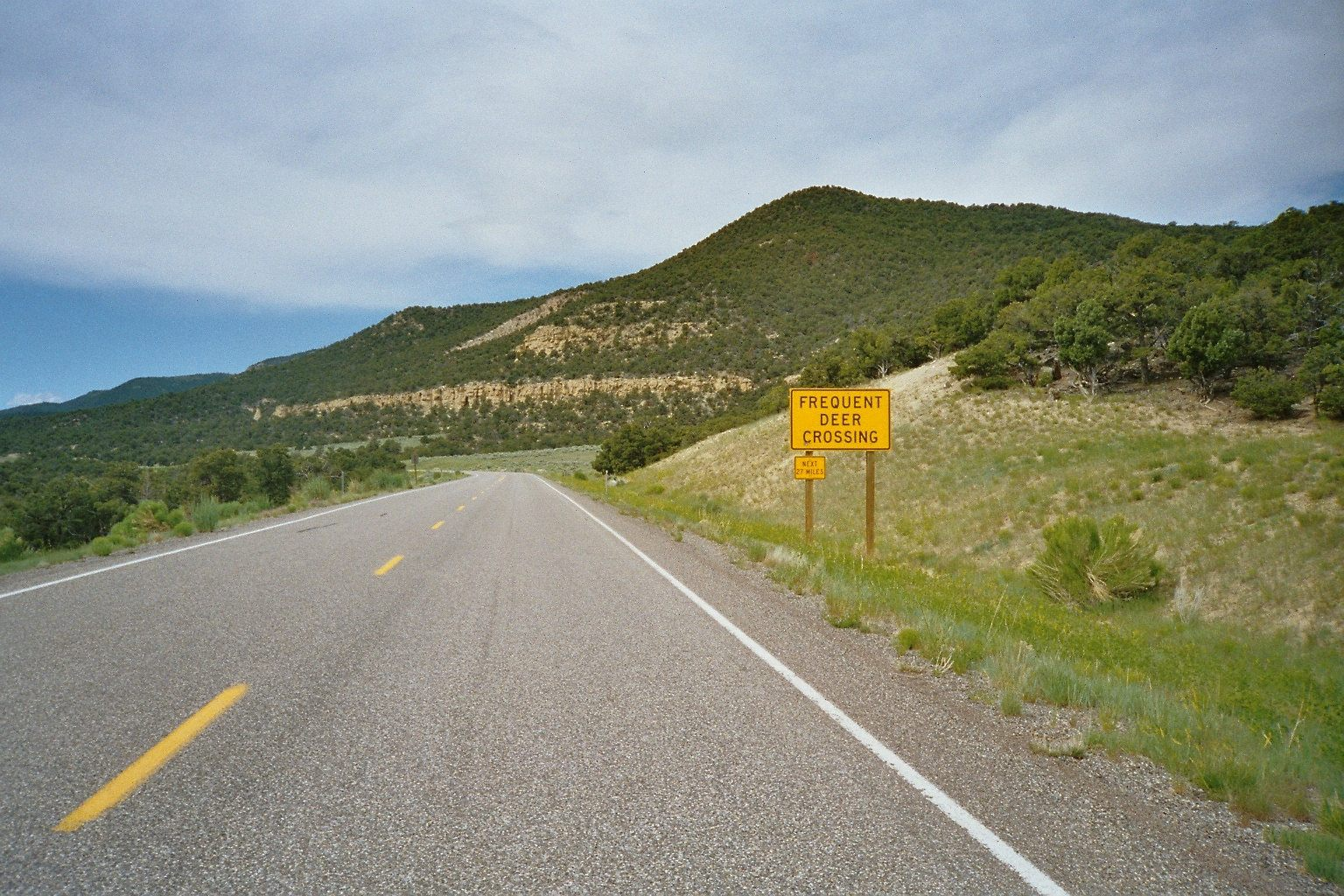
Forêt de Fishlake, comté de Sevier.

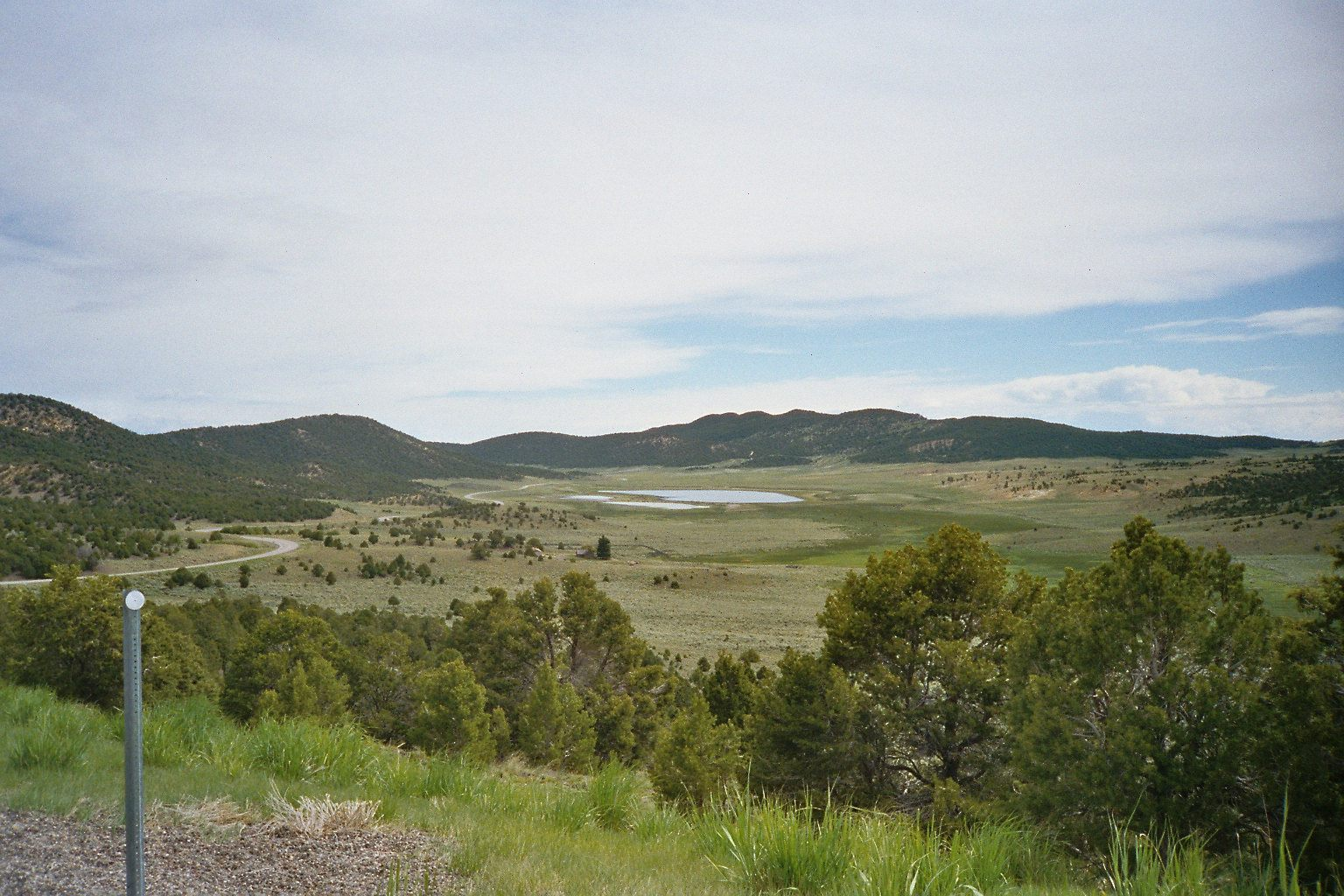
Forêt de Fishlake, comté de Sevier.

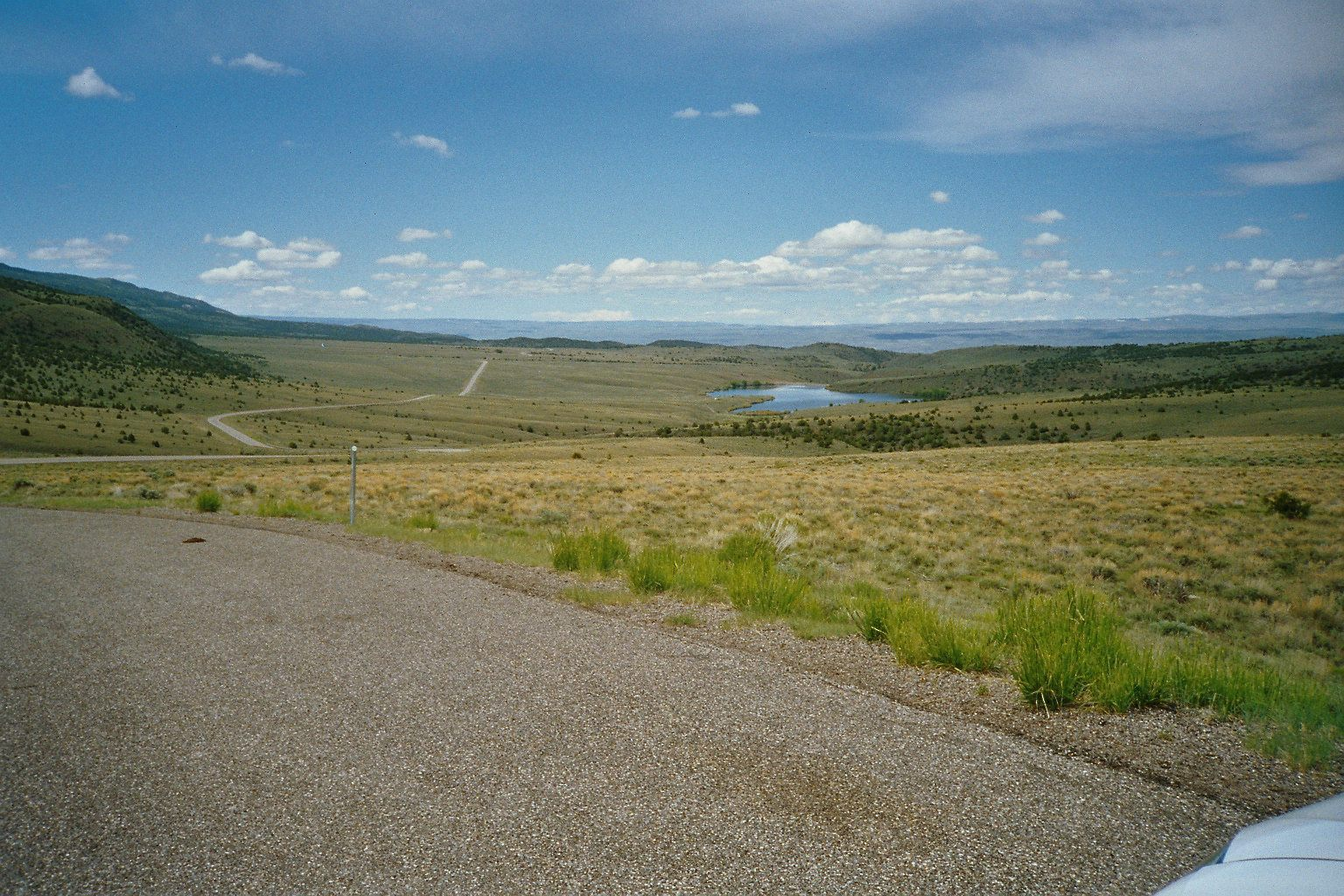
Forêt de Fishlake, comté de Sevier.

- Comté de Sanpete, Utah (nord)
- Comté d'Emery, Utah (est)
- Comté de Piute, Utah (sud)
- Comté de Wayne, Utah (sud)
- Comté de Millard, Utah (ouest)
- Comté de Beaver, Utah (ouest)